# Diplocentrus colwelli
Espèce
Diplocentrus colwelli est une espèce de scorpions de la famille des Diplocentridae.

## Distribution
Cette espèce est endémique du Nuevo León au Mexique. Elle se rencontre vers Santa Catarina et Galeana.

## Description
Le mâle holotype mesure 36,2 mm et les femelles de 34,9 mm à 44 mm.

## Étymologie
Cette espèce est nommée en l'honneur de Christopher S. Colwell.

## Publication originale
- Sissom, 1986 : Diplocentrus colwelli, a new species of scorpion from northern Mexico (Diplocentridae). Insecta Mundi, vol. 1, no 4, p. 255-258 (texte intégral).